# Daphnella hayesi
Daphnella hayesi is een slakkensoort uit de familie van de Raphitomidae. De wetenschappelijke naam van de soort is voor het eerst geldig gepubliceerd in 1959 door Nowell-Usticke.